# Годинес, Омар
Омар Годинес Лансо (исп. Omar Godinez Lanso) — кубинский художник-концептуалист и постмодернист, живописец и карикатурист.

## Биография
Родился в Гаване (Куба) в 1953 году, сейчас вместе с женой Ольгой проживает в Москве, есть дочь. Окончил художественное училище Сан-Алехандро в Гаване, по специальности «Рисунок и живопись», Московский государственный художественный институт им. В. И. Сурикова по специальности «Плакат, иллюстрация и оформление книги». Присвоена квалификация художника-графика и звание магистра искусствоведения. Также окончил международные курсы шелкографии в мастерской Рене Портокареро в Гаване. Является членом международной федерации художников ЮНЕСКО (International Federation of Artists UNESCO) и Московского Союза художников, куратор фестиваля ибероамериканской культуры.

## Работы

### Собрания, в которых находятся работы
- Работы находятся в Государственном музее В. В. Маяковского
- L Галерее
- Центральном доме духовного наследия
- Международном фонде «Новый Свет 500»
- Международном фонде Луиса Ортега
- Всесоюзном выставочном центре
- Фирме COLVE
- Редакции журнала «Латинская Америка»
- Посольстве Республики Куба
- Испанском центре в Москве
- Фонде университета Gh Kassel в ФРГ
- Центре развития изобразительного искусства
- Галерее Galiano в Гаване
- Фонде педагогического института в г. Либертад на Кубе, а также в частных собраниях России, Германии, Австрии, Франции, Италии, Испании, Голландии, *Швеции, США ,Кубы, Японии, Венесуэлы, Эквадора, Мексики, Доминиканской Республики, Канады, Аргентины, Арубы, Уругвая, Перу.

С 1972 года принимал участие более чем в 60 выставках на Кубе, в России и за рубежом.

### Иллюстрации
В разные годы сотрудничал как иллюстратор в различных периодических изданиях: «Juventud Técnica», «Palante» и многих других.

### Прочая деятельность
Известен как переводчик — перевел на русский язык сборник стихов известного кубинского поэта Алекса Паусидеса (исп. Alex Pausides) «Песня Орфея», «Рукопожатие» Российско-кубинский альманах, 2009 год. Участвовал в переводе фильма Михаила Косырева-Нестерова «Океан». Омар Годинес был многолетним членом жюри номинации «Дизайн» конкурса «Музы мира».